# Nevrast
Nevrast es la región ubicada al sur del Estuario de Dengrist y al suroeste de Hithlum, en el universo imaginario de J. R. R. Tolkien, se encontraba en el triángulo formado por las Montañas del Eco (Dor Lómin) al este; las Montañas de la Sombra al sur; y la costa del Belegaer a oeste; la Frontera norte la constituía Cirith Niniach. en el vértice sur se encontraba el monte Taras en el que bajo su pie se hallaba la ciudad de Turgon, Vinyamar. Por su clima, Nevrast más bien pertenece a Beleriand, pero por las montañas se le agrupa en Hithlum pues "(...) era una tierra más amena, regada por los aires húmedos del mar y protegida de los vientos fríos del norte que soplaban sobre Hithlum..." y se alzaba en una profunda hondonada entre los grandes acantilados de la Costa.
Su nombre está en sindarin y puede traducirse como «costa de aquende», en contraposición a Haerast («costa lejana»), esto es la de Aman.
Allí vivió Turgon hijo de Fingolfin, cuando llegó de las Tierras Imperecederas hasta el final de la primera centuria de la Primera Edad del Sol y antes de partir a Gondolin.

## Algunos lugares
Los siguientes son algunos de los lugares vinculados a la región de Nevrast y que tienen alguna importancia en las historias desarrolladas en El Silmarillion.

### Linaewen
Linaewen («lago de los pájaros») es la gran laguna de Nevrast, llamada así porque vivían allí una gran cantidad y variedad de aves. Se ubicaba en el centro de Nevrast y estaba rodada de anchos pantanos de juncos altos. Cuando Fëanor conoció la Laguna quedó maravillado de las aves que la habitaban.

### Annon-In-Gelydh
Las Puertas de los Noldor, construidas por el pueblo de Turgon cuando habitaron en Nevrast, y era la entrada a una corriente de agua subterránea en las colinas occidentales de Dor-Lómin; conducía a Cirith Ninniach («grieta del arco iris»), que era la desembocadura de esa corriente en el Mar Occidental. Se trataba de un gran arco abovedado de piedra que conducía a un largo túnel y se llegaba a este descendiendo unos peldaños tallados en la roca; junto a ellos el río caía en una gran cascada, pero un sendero corría paralelo al mismo. Este túnel fue traspuesto por Tuor para legar a Vinyamar para el encuentro con Ulmo.

### Monte Taras
Ubicado en las costas de Nevrast, sobre un promontorio, en el ángulo que forman las extensiones hacia el mar de las Montañas del Eco y las Montañas de la Sombra. Antes de la llegada de los Noldor, habitaban bajo su sombra muchos pueblos de elfos grises; pero allí se estableció Turgon (antes de ir a fundar Gondolin) en Vinyamar construida a sus pies.
- Datos: Q2609014